# Bình phi
Bình phi Hách Xá Lý thị (chữ Hán: 平妃赫舍里氏; ? - 1696), là một phi tần của Thanh Thánh Tổ Khang Hi Hoàng đế và là em gái của Hiếu Thành Nhân Hoàng hậu.

## Tiểu sử
Thông tin về tên thật, năm sinh hay ngày sinh của Bình phi đến nay vẫn không rõ, chỉ biết bà là con gái của Lĩnh thị vệ Nội đại thần, Nhất đẳng công Cát Bố Lạt, xuất thân từ gia tộc Hách Xá Lý thuộc Mãn Châu Chính Hoàng kỳ. Đồng thời, bà là em gái cùng mẹ của Hiếu Thành Nhân Hoàng hậu, Hoàng hậu nguyên phối của Khang Hi Đế.
Năm Khang Hi thứ 19 (1680), tháng 10, Hách Xá Lý thị lấy thân phận Cách cách nhập cung, ngày 15 tháng 10 (âm lịch) được xác định dùng vị Quý nhân cấp. Năm thứ 23 (1684), tháng giêng, thăng cấp làm Phi. Năm thứ 30 (1691), ngày 26 tháng 1 (âm lịch), Hách Xá Lý thị hạ sinh Hoàng tử Dận Ki (允禨), là con trai thứ 24 của Khang Hi Đế. Sang ngày 1 tháng 3 (âm lịch) cùng năm, Dận Ki mất. Hoàng tử chỉ 2 tháng tuổi, nên trong danh sách chúng Hoàng tử thời Khang Hi thường bị bỏ đi.
Năm Khang Hi thứ 35 (1696), ngày 20 tháng 6 (âm lịch), Hách Xá Lý thị qua đời. Khang Hi Đế tặng làm "Bình phi". Sử ký không ghi lại bà táng vào đâu, có lẽ theo thông lệ táng vào Phi viên tẩm của Cảnh lăng, Thanh Đông lăng.

## Tương quan
Hậu cung triều Khang Hi rất phổ biến tình trạng "Không có danh hiệu, vẫn có đãi ngộ", điển hình là trường hợp của Tuyên phi hay Khác Huệ Hoàng quý phi. Căn cứ hồ sơ do nhà nghiên cứu về cung đình nhà Thanh Quất Huyền Nhã (橘玄雅) nghiên cứu được, Hách Xá Lý thị được cưới vào cung với thân phận Cách cách, dùng Nam Đại môn (南大門), qua Long Tông môn (隆宗門) theo Nội Hữu môn (內右門) để vào cung, ban cho Trữ Tú cung. Hách Xá Lý thị là em gái Hiếu Thành Nhân Hoàng hậu quá cố, đem bà vào cung chứng tỏ Khang Hi Đế muốn duy trì hôn nhân với Huân cựu thế gia là nhà của Sách Ni.
Bình phi vào cung ban đầu chỉ là cấp Quý nhân, sau 4 năm thì được nâng lên đãi ngộ hàng Phi, lại còn ra chỉ cho Nội quản lĩnh quản. Theo quy chế hậu cung thời Khang Hi, một Phi có 1 Nội quản lĩnh chuyên cung cấp thực nhu phẩm, cứ 2 Tần là có 1 Nội quản lĩnh, dưới nữa không có. Điều này minh xác thấy rõ Hách Xá Lý thị là đã được hưởng cấp Phi sau 4 năm vào cung. Thanh sơ đại thần Vương Hi (王熙) khi soạn tư liệu, có nói Bình phi Hách Xá Lý thị vốn là Quý phi. Do vậy, khi đó ắt hẳn Bình phi đến khi qua đời một lần nữa lại có đãi ngộ án theo như Quý phi. Tuy nhiên, khi qua đời thì Hách Xá Lý thị chỉ được truy tặng làm Phi, nguyên nhân có lẽ bởi vì khi sinh thời bà chưa từng được chính thức sách phong. Có một cách kiến giải khác, khi ấy văn chương bên ngoài cung đều tự động thêm "Quý" vào tước hiệu cho các Hậu phi nhằm biểu thị sự tôn kính, rất có thể "Quý phi" chỉ là mang ý nghĩa "Vị Phi tần tôn quý", mà không phải đãi ngộ thật sự là Quý phi. Điều này khớp với việc ghi nhận đãi ngộ cuối về Bình phi chỉ dừng ở mức Phi.

## Hậu cung bài tự
Căn cứ Khâm định đại thanh hội điển tắc lệ cuốn 42, hậu phi bài vị trình tự ghi lại:
- Ôn Hi Quý phi
- Tuệ phi, Huệ phi, Nghi phi, Vinh phi, Bình phi, Lương phi, Tuyên phi, Thành phi, Thuận Ý Mật phi, Thuần Dụ Cần phi, Định phi.